# Mramor, Haskovo
Mramor (în bulgară Мрамор) este un sat în Obștina Topolovgrad, Regiunea Haskovo, Bulgaria.

## Demografie
Componența etnică a satului Mramor
     Bulgari (88,05%)
     Romi (8,89%)
     Nicio identificare (1,63%)
     Altele (1,4%)
La recensământul din 2011, populația satului Mramor era de 427 locuitori. Din punct de vedere etnic, majoritatea locuitorilor (88,05%) erau bulgari, cu o minoritate de romi (8,89%). Pentru 1,63% din locuitori nu este cunoscută apartenența etnică.